# Tomba di Kapllan Pasha
La tomba di Kapllan Pasha (in albanese Tyrbja e Kapllan Pashës) è una türbe musulmana che si trova nel centro di Tirana.
La tomba risale al 1817 e faceva parte del complesso del cimitero monumentale della scomparsa Moschea Sulejman Pasha, andata distrutta durante la seconda guerra mondiale. Ha una pianta ottagonale, misura 4 metri in altezza ed è circondata da otto colonne in pietra collegate tra loro da archi e sormontate da capitelli con decorazioni vegetali.
Al suo interno venne sepolto nel XIX secolo l'ex regnante di Tirana, Kapllan Pasha, i cui resti furono successivamente trasferiti ad Istanbul. La tomba è dunque vuota, ma resta comunque un monumento culturale e una testimonianza della prima moschea di Tirana.